# Девід Мосс
Девід Мосс (англ. David Moss; 28 грудня 1981, м. Лівонія (Мічиган), США) — американський хокеїст, правий нападник.
Виступав за Мічиганський університет (NCAA), «Омаха Найтс» (АХЛ), «Калгарі Флеймс», «Аризона Койотс», «Біль».
В чемпіонатах НХЛ — 501 матч (78+100), у турнірах Кубка Стенлі — 17 матчів (4+2).
У складі національної збірної США учасник чемпіонатів світу 2010 і 2013 (16 матчів, 5+5).
Досягнення
- Бронзовий призер чемпіонату світу (2013).